# Оскар Вірт
Оскар Вірт (ісп. Óscar Wirth, нар. 5 листопада 1955, Сантьяго) — чилійський футболіст, що грав на позиції воротаря, зокрема за «Універсідад Католіка», а також національну збірну Чилі.

## Клубна кар'єра
У дорослому футболі дебютував 1976 року виступами за команду «Універсідад Католіка», в якій провів три сезони, взявши участь у 95 матчах чемпіонату. Більшість часу, проведеного у складі «Універсідад Католіка», був основним голкіпером команди.
Згодом з 1979 по 1980 рік був резервним голкіпером «Коло-Коло», після чого протягом першої половини 1980-х захищав ворота команд «Кобрелоа», «Евертон» (Вінья-дель-Мар) та «Універсідад де Чилі».
Згодом протягом 1985—1988 пробував свої сили в Європі, спочатку в німецькому «Рот Вайс» (Обергаузен), а згодом в Іспанії, у складі «Реал Вальядолід». У жодній із цих команд не зміг вибороти конкуренцію за місце основного голкіпера.
Після виступів у Колумбії за «Індепендьєнте Медельїн» протягом 1988—1989 повернувся на батьківщину, до рідного «Універсідад Католіка», за який грав до 1993 року.
Завершив ігрову кар'єру в перуанському «Альянса Ліма», за який виступав протягом 1994 року.

## Виступи за збірну
1979 року, не маючи досвіду виступів за національну збірну Чилі був включений до її заявки для участі у тогорічному розіграші Кубка Америки. По ходу турніру, який завершився для чилійців здобуттям срібних нагород, залшався резервним голкіпером команди.
Влітку наступного 1980 року дебютував в офіційних матчах у складі збірної товариською грою проти збірної Бразилії. 1982 року поїхав зі збірною на тогорічний чемпіонат світу до Іспанії, де також був лише одним з резервістів Маріо Осбена і на поле не виходив.
Згодом також був учасником розіграшу Кубка Америки 1989 року. Того ж року припинив викликатися до лав національної команди. Протягом усієї десятирічної кар'єри у її складі був запасним воротарем, взявши за весь цей час участь лише у 12 матчах збірної, пропустивши в них 12 голів.

## Титули і досягнення
- Срібний призер Кубка Америки: 1979